# Діва в біді

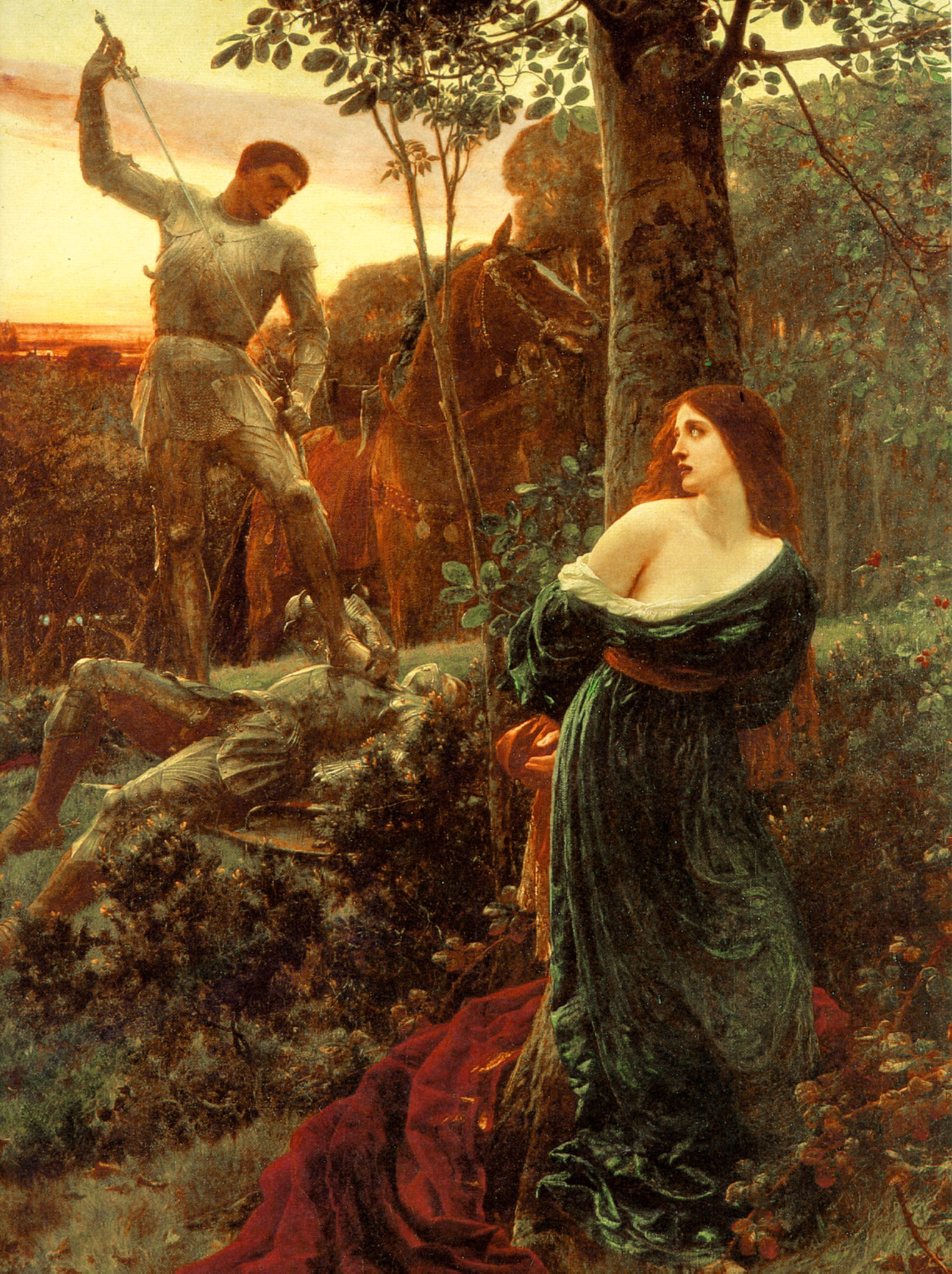
Френк Бернард Діксі Лицарство

Діва в біді — архетипальний жіночий образ у літературі, живописі та інших видах мистецтва, поширений у культурі гендерний стереотип безпорадної та пасивної героїні, котра виступає декорацією і мотивом для протагоніста-чоловіка, що рухає сюжет, проте сама не має активних дій.
«Діва в біді» — зазвичай молода та приваблива жінка, захоплена жахливим лиходієм або монстром (зазвичай дракона), яка чекає на героя, котрий її врятує.
Вперше цей образ з'являється ще у давньогрецькій літературі, зокрема у давньогрецькій міфології, та у давньоіндійському епосі, наприклад у Рамаяні.
Зараз «діва в біді» стала одним з поширених стереотипних персонажів художньої літератури, особливо мелодраматичних творів, однак безпорадність, слабкість та наївність укупі з очікуванням порятунку від інших персонажів зробили її мішенню феміністської критики.